# Безстрашний (фільм, 2006)
«Безстрашний» (кит. спр. 霍元甲, піньїнь: Huò Yuánjiǎ, буквально «Хо Юаньцзя») — китайсько-гонконгсько-американська драма режисера Ронні Юа (був також продюсером), що вийшла 2006 року. У головних ролях Джет Лі, Донґ Йонґ. Фільм створено на основі реальних подій
Сценарій картини написали Кріс Чоу і Чі-лонґ То, продюсерами також були Джет Лі і Вільям Конґ. Вперше фільм продемонстрували 26 січня 2006 року у Гонконзі, Тайвані і Сингапурі. В Україні у кінопрокаті фільм не демонструвався.
Переклад та озвученя українською мовою зроблено студією «ТВ+» на замовлення ICTV та 2+2.

## Сюжет
Початок 20 сторіччя, у Китаї проходить так звана вестернізація. Китайські традиції відходять у минуле, національний дух занепадає. І тут з'являється один, хто кидає виклик чужинцям. Майстер ушу Хо Юаньцзя на великому міжнародному турнірі з бойових мистецтв намагається відстояти свою культуру.

## У ролях
| Актор            | Персонаж         | Роль                                   |
| ---------------- | ---------------- | -------------------------------------- |
| Джет Лі          | Хо Юаньцзя       | майстер ушу, керівник власної школи    |
| Донґ Йонґ        | Нонг Цзіньсун    | друг дитинства Хо Юаньцзя, підприємець |
| Накамура Шідо ІІ | Анно Танака      | чемпіон з Японії                       |
| Коллін Чоу       | Хо Еньді         | батько Хо Юаньцзя                      |
| Бетті Сан        | Юєці             | дівчина зі села, дбала про Хо Юаньцзя  |
| Натан Джонс      | Геркулес О'Браєн | американський борець                   |

## Сприйняття

### Критика
Фільм отримав позитивні відгуки: Rotten Tomatoes дав оцінку 73 % на основі 109 відгуків від критиків (середня оцінка 6,7/10) і 83 % від глядачів із середньою оцінкою 3,8/5 (140 тис. 632 голоси). Загалом на сайті фільми має позитивний рейтинг, фільму зарахований «стиглий помідор» від кінокритиків і «попкорн» від глядачів, Internet Movie Database — 7,6/10 (47 197 голосів), Metacritic — 70/100 (24 відгуки критиків) і 8,5/10 від глядачів (50 голосів). Загалом на цьому ресурсі від критиків і від глядачів фільм отримав позитивні відгуки.

### Касові збори
Під час показу у США, що почався 22 вересня 2006 року, протягом першого тижня фільм був показаний у 1,806 кінотеатрах і зібрав 10 млн 590 тис. 244 доларів, що на той час дозволило йому зайняти 2 місце серед усіх тогочасних прем'єр. Показ протривав 56 днів (8 тижнів) і завершився 16 листопада 2006 року. За цей час фільм зібрав у прокаті у США $24,633,730, а у світі — $43,439,118, тобто загалом $68,072,848. З продажу DVD-дисків було виручено $30,666,086.

### Нагороди і номінації[11]
| Рік  | Нагорода                              | Категорія                        | Номінант                                  | Результат |
| ---- | ------------------------------------- | -------------------------------- | ----------------------------------------- | --------- |
| 2006 | Hundred Flowers Awards                | Найкращий новачок                | Бетті Сан                                 | Перемога  |
| 2006 | Hundred Flowers Awards                | Найкращий актор                  | Джет Лі                                   | Номінація |
| 2006 | Hundred Flowers Awards                | Найкращий фільм                  | фільм                                     | Номінація |
| 2006 | Hundred Flowers Awards                | Найкращий актор другого плану    | Йонґ Донґ                                 | Номінація |
| 2007 | Сатурн                                | Найкращий фільм іноземною мовою  | фільм                                     | Номінація |
| 2007 | Hong Kong Film Awards                 | Найкраща постановка для бойовика | Ву-пінґ Єн                                | Перемога  |
| 2007 | Hong Kong Film Awards                 | Найкращий актор                  | Джет Лі                                   | Номінація |
| 2007 | Hong Kong Film Awards                 | Найкращий монтаж                 | Вірджинія Катц, Річард Ліройд             | Номінація |
| 2007 | Hong Kong Film Awards                 | Найкращий новий виконавець       | Бетті Сан                                 | Номінація |
| 2007 | Hong Kong Film Awards                 | Найкраща оригінальна пісня       | Джей Чоу                                  | Номінація |
| 2007 | Hong Kong Film Awards                 | Найкраща стрічка                 | Вільям Конґ, Ронні Ю, Джет Лі, Бутінґ Янґ | Номінація |
| 2007 | Hong Kong Film Awards                 | Найкраще звучання                | Річард Йон                                | Номінація |
| 2007 | Hong Kong Film Critics Society Awards | За заслуги                       | фільм                                     | Перемога  |
| 2007 | Hong Kong Film Critics Society Awards | Найкращий актор                  | Джет Лі                                   | Перемога  |

### Виноски
1. 1 2 3  Huo Yuan Jia: Release Info (англ.). Internet Movie Database. Архів оригіналу за 26 червня 2014. Процитовано 16 вересня 2013.
2. 1 2  Jet Li's Fearless (англ.). Box Office Mojo. Архів оригіналу за 24 вересня 2013. Процитовано 16 вересня 2013.
3. 1 2  Huo Yuan Jia (англ.). Internet Movie Database. Архів оригіналу за 12 жовтня 2010. Процитовано 16 вересня 2013.
4. ↑  Fearless (англ.). Allmovie. Процитовано 16 вересня 2013.[недоступне посилання з лютого 2019]
5. 1 2  Full cast and crew for Huo Yuan Jia (англ.). Internet Movie Database. Архів оригіналу за 26 березня 2016. Процитовано 16 вересня 2013.
6. ↑  Бесстрашный. Премьеры (рос.). КиноПоиск. Архів оригіналу за 14 березня 2016. Процитовано 16 вересня 2013.
7. ↑  У фільмі створений збірний образ західного супротивника — американського борця, коли ірландського боксера Геркулеса О'Браєна, з яким Хо зустрічався в Шанхаї у 1909—1910 рр., поєднали з історією про російського бійця в Тяньцзіні, який називав китайців слабаками та викликав Хо на бій у 1902 році.
8. ↑  Jet Li's Fearless (Huo Yuan Jia) (Legend of a Fighter) (англ.). Rotten Tomatoes. Архів оригіналу за 11 серпня 2010. Процитовано 16 вересня 2013.
9. ↑  Fearless (англ.). Metacritic. Архів оригіналу за 26 квітня 2011. Процитовано 16 вересня 2013-08-24.
10. ↑  Huo Yuan Jia (англ.). The Numbers. Архів оригіналу за 28 вересня 2013. Процитовано 16 вересня 2013.
11. ↑  Awards for Huo Yuan Jia (англ.). Internet Movie Database. Архів оригіналу за 18 квітня 2016. Процитовано 16 вересня 2013.